# Hot Stuff (Donna Summer)
Hot Stuff is een nummer van de Amerikaanse zangeres Donna Summer. Het is de eerste single van haar zevende studioalbum Bad Girls uit 1979. Op 13 april van dat jaar werd het nummer op single uitgebracht.

## Achtergrondinformatie
"Hot Stuff" is een disconummer, waarin Summer voor het eerst ook iets meer de rockkant opgaat. De plaat, dat een gitaarsolo van de voormalige Doobie Brothers- en Steely Dan-gitarist Jeff Baxter bevat, werd een gigantische wereldhit. In thuisland de Verenigde Staten werd de nummer 1-positie in de Billboard Hot 100 bereikt. Ook in Zwitserland, Canada, Australië en Japan werd de nummer 1-positie bereikt. In het Verenigd Koninkrijk werd de 11e positie bereikt in de UK Singles Chart. 
In Nederland werd de plaat veel gedraaid op Hilversum 3 en werd een radiohit in de destijds drie hitlijsten op de nationale publieke popzender. De plaat bereikte de 14e positie in zowel de Nederlandse Top 40 als de TROS Top 50 en de 21e positie in de Nationale Hitparade. In de Europese hitlijst op Hilversum 3, de TROS Europarade, werd de 2e positie bereikt.
In België bereikte de plaat de 7e positie in de Vlaamse Radio 2 Top 30 en de 8e positie in de Vlaamse Ultratop 50.

## Andere versies
"Hot Stuff" is vaak gecoverd, onder andere door:

### EliZe
De Nederlandse zangeres EliZe bracht in 2008 een cover van het nummer uit, die de 27e positie bereikte in de Nederlandse Top 40.

### Ralphi Rosario en Erick Ibiza
In 2018 brachten de Amerikaanse dj's Ralphi Rosario en Erick Ibiza een remix van het nummer uit. Deze bereikte de eerste positie in de dance-lijst van Billboard.

### Kygo
In 2020 bracht de Noorse dj Kygo ook een remix van "Hot Stuff" op de markt. Kygo vertelde dat Summer een van zijn favoriete artiesten aller tijden was vanwege haar "ongeëvenaarde vocalen". Ook zei hij te hopen dat, door zijn versie, ook de originele versie van het nummer nog meer gewaardeerd wordt. Het nummer is de derde klassieker die Kygo in een nieuw jasje steekt, eerder deed de dj dit ook met Higher Love van Steve Winwood en What's Love Got to Do with It van Tina Turner. 
Ook de remix van "Hot Stuff" behaalde in diverse landen de hitlijsten, maar het succes van de twee voorgangers werd nergens geëvenaard. In Kygo's thuisland Noorwegen bereikte de remix een bescheiden 23e positie. In Nederland bereikte het de 7e positie in de Tipparade, en ook in Vlaanderen haalde het de Tipparade.